# Valea Dacilor, Constanța
Valea Dacilor este o localitate componentă a municipiului Medgidia din județul Constanța, Dobrogea, România. Sub aspect etnic, alături de români, viețuiește o importantă comunitate turco-tătară. În trecut s-a numit Endecarachioi  (în lb. turcă Hendek Karaköy sau Hendek Kara Kuyusu), denumire care  înseamnă „satul negru de lângă șanț”. Numeroși mocani vor alege să se stabilească în Valea Dacilor, cei mai cunoscuți fiind frații Sassu și Șteflea Nicolae. Aceștia devin în scurt timp mari proprietari funciari, primii având peste 500 de hectare, iar cel din urmă aprox. 1000 de hectare. Evoluția demografică a localității la sfârșitul secolului al XIX-lea și începutul secolului al XX-lea este marcată de raportul dintre tătarii băștinași și români. În jurul anului 1880, în Valea Dacilor trăiau 65 de tătari, iar în 1904, din cei 347 de locuitori, doar 100 erau români, restul fiind tătari. În anul 1918, din cei 418 locuitori, 306 erau tătari. Existența acestei numeroase comunități tătare a permis funcționarea unei școli turcești. Patru ani mai târziu, la Endecarachioi trăiau chiar și doi germani. Credincioșii musulmani puteau participa la slujbele ținute în cele două geamii din localitate, una dintre ele fiind ridicată încă din anul 1856. Creștinii aveau o singură biserică.
În anul 1926 era publicat în Monitorul Județului Constanța un Tablou privind împărțirea administrativă a Județului Constanța, în care sunt trecute plasele care compuneau județul Constanța, cu vechile și noile denumiri ale satelor și comunelor ce îl compuneau.
Această acțiune de a stabili  „54 de numiri nouă românești date satelor din județul Constanța" s-a făcut în urma  „cererii populației românești ce le locuește“. Astfel, satul Endecarachioi era denumit Valea Dacilor și intra în componența comunei Alacap (Poarta Albă), plasa Medgidia. 

### Biserica Constantin și Elena
Între anii 1931-1941 în satul Valea Dacilor era ridicata actuala  biserică prin stradania credinciosilor. Pictura bisericii in stil bizantin a fost realizata de pictorul Nita Angelescu din Cuza Voda (Calarasi) intre anii 1940-1942. In anul 1942 era sfintita de catre Episcopul Gherontie al Tomisului.
Dupa 60 de ani de la ridicarea lacasului, datorita urmelor lasate de trecerea timpului pe exteriorul si pictura bisericii, în anul 2001  s-au inceput lucrarile de tencuieli si finisare a exteriorului bisericii, precum si inceperea construirii unei case parohiale. In toamna aceluiasi an a început repictarea bisericii in tehnica ulei de catre Gheorghe Mihai din Galati. In anul 2003 s-a resfintit de catre Arhiepiscopul Tomisului.

### Perioada comunistă
În anul 1951, Consiliul Popular  planifica electrificarea localității, după ce cu puțin timp înainte fusese reparată șoseaua ce făcea legătura cu localitatea între Medgidia și Valea Dacilor.
Printre activitățile edilitare ale Ion Simion, primar al orașului Medgidia între anii 1956-1965, se regăsea și amplasarea unei conducte de apă pentru Valea Dacilor în lungime de 1500 m. În timpul aceluiași edil, mai exact în anul 1958, era construit Căminul Cultural din Valea Dacilor.